# A Boy Named Sue
| Оценки критиков | Оценки критиков |
| Источник        | Оценка          |
| --------------- | --------------- |
| AllMusic        | Без оценки      |

«A Boy Named Sue» — песня, написанная американским детским писателем Шелом Силверстином. Стала популярной в исполнении Джонни Кэша.
Сайт Songfacts так объясняет сюжет песни:
[Песня] про мальчика, который растёт, чувствуя злость на отца не только за то, что тот оставил семью, но и за то, что назвал его Сью. Когда мальчик вырастает, он видит отца в баре и лезет с ним в драку. После того, как отец объясняет, что он назвал его Сью для того, чтобы он наверняка вырос крепким/крутым (tough), сын понимает.

## Чарты (версия Джони Кэша)
| Чарт (1969)                                   | Наив. поз. |
| --------------------------------------------- | ---------- |
| США (Billboard Hot 100)                       | 2          |
| США (Billboard Hot Country Singles)           | 1          |
| CIf (Billboard Hot Adult Contemporary Tracks) | 1          |
| Канада (RPM Country Tracks)                   | 1          |
| Кнада (RPM Top Singles)                       | 3          |
| Канада (RPM Adult Contemporary Tracks)        | 1          |
| Ирландия                                      | 3          |
| Великобритания (UK Singles Chart)             | 4          |
| Нидерланды (Top 40)                           | 13         |

## Кавер-версии
Джо Дассен издал версию этой песни на французском языке («Un Garçon Nommé Suzy», «Мальчик, которого звали Сюзи») на своём альбоме 1970 года.